# Bawazamaiwo
Bawazamaiwo is een bestuurslaag in het regentschap Nias Barat van de provincie Noord-Sumatra, Indonesië. Bawazamaiwo telt 1062 inwoners (volkstelling 2010).